# Ardestie
Das Souterrain von Ardestie liegt nördlich der A92 von Dundee nach Arbroath in der schottischen Council Area Angus. Es wurde im Jahr 1949 entdeckt und vom Doyen der britischen Souterrainforschung, Frederik Threlfall Wainwright zwischen Februar 1949 und Juni 1950 ausgegraben. Bei den Souterrains wird grundsätzlich zwischen „rock-cut“, „earth-cut“, „stone built“ und „mixed“ Souterrains unterschieden.
Die Anlage ist als Scheduled Monument geschützt.

## Beschreibung
Der aus Trockenmauerwerk bestehende unterirdische Komplex (stone built) war gut erhalten. Seine Seitenwände formen eine für schottische, im Gegensatz zu den komplexeren irischen Souterrains übliche, bananenförmig gebogene Struktur von ursprünglich etwa 24 m Länge. Der im 1. oder 2. Jahrhundert n. Chr. entstandene Platz war schlecht gewählt, da sich im Souterrain Grundwasser sammelte. Ein Abfluss erwies sich als nicht ausreichend und das Souterrain war schließlich mit Wasser gefüllt. Das unterirdische Element wurde zumeist als Lagerraum interpretiert. Im oberirdischen Bereich wurden einige Hüttenfundamente aufgedeckt, die auf eine eisenzeitliche industrielle Nutzung des Bereichs deuten. Der Wandstein einer Hütte trägt ein Schälchen.
Gut erhaltene Souterrains sind in den Ebenen von Angus häufig anzutreffen. 
Auf den Britischen Inseln werden die eisenzeitlichen Souterrains auch Earth Houses, Fogous oder Weems genannt. Der in Schottland gebräuchliche Ausdruck Weem entstammt dem gälischen Uaimh und bedeutet Höhle.
- Carlungie liegt 1,7 km nordöstlich und hat eine komplexe Reihe von Gängen. Sie waren mit oberirdischen Bereichen verbunden und wurden bereits in urgeschichtlicher Zeit verfüllt.
- Tealing, im Norden von Dundee ist ein Souterrain dessen Eingang gut erhalten ist und wo der Wandaufbau besonders klar ist. Nahe dem Eingang fand sich ein großer, mit Schälchen dekorierter Felsblock.